# نوبور شارما
نوبور شارما (مواليد 23 أبريل 1985) هي سياسية ومحامية. شغلت منصب المتحدثة الرسمية باسم حزب بهاراتيا جاناتا حتى يونيو 2022. وصفت بأنها صاخبة وصريحة، وكثيراً ما مثلت حزب بهاراتيا جاناتا في مناظرات التلفزيون الهندي كمتحدثة رسمية. في يونيو 2022، تم وقفها من الحزب لتعليقها أنه وفقًا للنصوص الإسلامية، تزوج النبي محمد من عائشة عندما كانت في السادسة من عمرها ومارس الجنس معها عندما كانت تبلغ من العمر 9 سنوات. 